# Henry Freydenberg
Henry Freydenberg, né le 14 décembre 1876 à Paris et mort le 20 août 1975 dans la même ville, est un général de l'armée française, grand-croix de la Légion d'honneur.

## Biographie

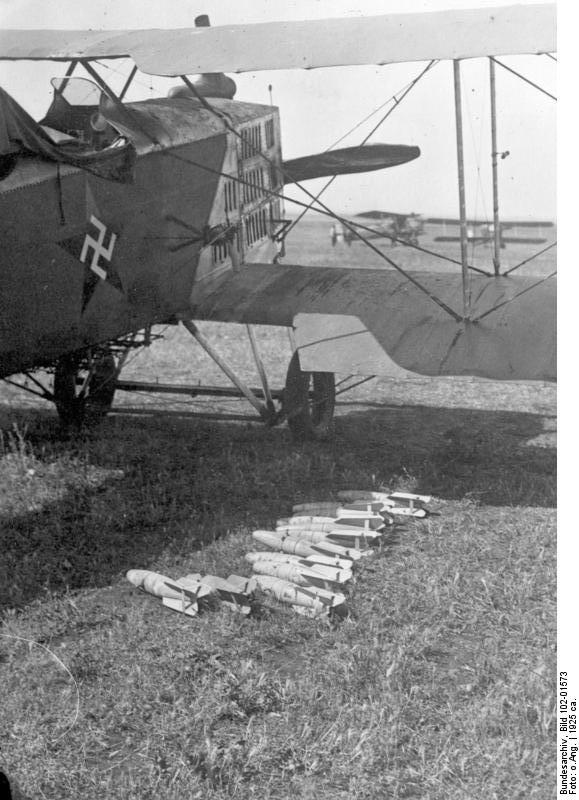
Bombardier Breguet 14 devant le quartier-général du colonel Freydenberg au Maroc, 1925.

À partir de 1896, il intègre Saint-Cyr, promotion Première des Grandes Manœuvres. Il a notamment comme condisciples les futurs généraux Besson et Corap. Il se dirige ensuite vers l'infanterie de marine.
En août 1914, il est capitaine à l'état-major du corps d'armée colonial. Lieutenant-colonel breveté, il prend le commandement du 40e régiment d'infanterie en octobre 1916. Envoyé à l'armée d'Orient avec son régiment sur le SS Amiral Magon (en), Freydenberg survit après deux heures et demi accroché sur une épave après le torpillage de son navire le 25 janvier 1917,.
En 1919, il est chef de cabinet du général d'Anselme pendant l'occupation française d'Odessa[réf. nécessaire].
Lors de la colonisation du Maroc, en tant que colonel, il commande le groupe mobile mixte qui a un impact déterminant dans la guerre des Zayans et la défaite en 1921 de cette tribu amazighe de Khénifra. La tribu des Zayanes, connue pour ses qualités combatives contre la colonisation française, avaient vaincu le 13 novembre 1914 les troupes du colonel René Philippe Laverdure dans la bataille d'Elhri. La prise définitive en 1920 de Khénifra met fin au danger des Zayans, ou « bloc des Zayanes » selon l’expression du général Lyautey, « qui sont de rudes montagnards, guerriers fameux, cruels, braves jusqu'à la témérité et que ni les Carthaginois, ni les Romains, ni les Arabes, ni les grands sultans du Maroc n'ont jamais réduits(...) ». Le dernier chef de cette intraitable tribu de Berbères est tué et avec lui s'évanouit le grand rêve berbère et la liberté des Zayans. Cet épisode crucial se solde par la défaite des derniers combattants et par la soumission de Hassan ben Mohammed Amahzoune, fils de Mouha Ou Hammou. Henry Freydenberg participe à la lutte contre le dernier bastion de résistance de Mouha Ou Hammou Zayani. Ce légendaire chef Zayan trouve la mort le 27 mars 1921 dans des circonstances obscures, dans la bataille d'Azelag N'Tazemourte, près de Taoujgalte, à une quarantaine de kilomètres à l’est de Khénifra, face au général Joseph-François Poeymirau.
Retiré du service actif en 1938, il est rappelé l'année suivante avec la déclaration de guerre comme commandant du corps colonial. À partir du 5 juin 1940, il assure le commandement de la 2e Armée en remplacement d'Huntziger passé à la 4e. Il se fait alors remarquer par la célérité de son repli qui se fait selon ses propres consignes « le plus rapidement possible, sans préoccupation d'alignement et sans esprit de liaison ». Le 14 juin, il a déjà déplacé son PC à 160 km de ses troupes et on le retrouve en Ardèche le 22 juin, jour de l'armistice, alors que ses hommes se trouvent encore en Lorraine[Information douteuse]. Il quitte l'Armée le 31 juillet 1940.
Freydenberg et son état-major sont les seuls à avoir respecté l'instruction personnelle et secrète « NI 1444/3 FT » du 12 juin 1940 matin, le document le plus important de 1939-1940, celui qui imposait à l'armée française de rompre le combat et de se replier sur le centre du pays, ordre de repli général sur la ligne « Caen, Mayenne, Tours, Loire, Clamecy, Dijon ». Aucune exception n'était prévue : les ouvrages de la ligne Maginot devaient être sabordés et les régiments de forteresse devaient battre en retraite. C'est peut-être parce que tous les autres généraux ont contrevenu à cette directive du général en chef que le général Freydenberg, remplaçant Huntziger le 5 juin 1940 à la tête de la 2e armée n'a pas été inquiété après son retour à la vie civile le 31 juillet 1940. Les consignes de Freydenberg « le plus rapidement possible, sans préoccupation d'alignement et sans esprit de liaison » correspondaient exactement à l'instruction de Weygand[réf. nécessaire].

## Décorations
- Grand-croix de la Légion d'honneur (31 décembre 1939)